# Jacek Przybyłowicz
Jacek Przybyłowicz (ur. 21 czerwca 1968 w Warszawie) – polski tancerz, choreograf i dyrektor baletu.

## Kariera artystyczna[2]
Absolwent Państwowej Szkoły Baletowej i Akademii Muzycznej im. Fryderyka Chopina w Warszawie – pedagogika baletu.
W latach 1987–1991 był tancerzem Teatru Wielkiego w Warszawie. Już wówczas zadebiutował jako choreograf przygotowując Negocjacje do muzyki Alessandro Marcella. Kompozycja została wyróżniona pierwszą nagrodą za choreografię oraz nagrodą za interpretację na II Ogólnopolskim Konkursie Choreograficznym w Łodzi. Negocjacje zostały też zaprezentowane na dużej scenie Teatru Wielkiego w Warszawie w trakcie VI Warszawskich Dni Baletu.
W 1991 wyjechał z Polski. Tańczył w Niemczech i w Izraelu. Przez wiele lat był związany z zespołem tańca współczesnego Kibbutz Contemporary Dance Company, dla którego swe prace zrealizowali tacy choreografowie jak: Mats Ek, Ohad Naharin, Jiří Kyliàn, Daniel Ezralow i Rami Beer. W latach 1994–2001 występował z tym zespołem na najbardziej prestiżowych festiwalach tańca współczesnego odwiedzając ponad 50 krajów na całym świecie, min.: USA, Kanadę, Brazylię, Argentynę, Chile, Meksyk, Singapur, Tajwan, Japonię. Wielokrotnie występował w Europie, również w Polsce na zaproszenie Łódzkich Spotkań Baletowych.
W 1997 tańczył z Batscheva Dance Company w spektaklu Kyr chor. Ohada Naharina w ramach Yair Shapiro Dance Price. Przez wszystkie te lata rozwijał zainteresowania choreograficzne realizując m.in.: Verlorenheit oraz Orient Express wystawiony w ramach Dance Extentions 2002 w Limassol na Cyprze. W tym samym czasie współpracował z Lambros Lambrou Dance Company uczestnicząc w projekcie choreograficznym tego zespołu w Europie.
W 2002 powrócił do Polski, aby zrealizować Naszyjnik gołębicy (2003) w Polskim Teatrze Tańca pod dyrekcją Ewy Wycichowskiej. Rok później na zaproszenie Biennale de la Dance w Lyonie wystawił Barocco. W kolejnych latach przygotował trzy balety dla Opery Narodowej w Warszawie: „Kilka krótkich sekwencji” (2005), do którego projekcję video zrealizowała Katarzyna Kozyra, Alpha Kryonie Xe (2006) oraz III Symfonię „Pieśń o nocy” (2006). Z Polskim Teatrem Tańca i tancerzami Teatru Wielkiego - Opery Narodowej prezentował swoje choreografie na wielu zagranicznych festiwalach tańca, m.in.: Bolzanodanza we Włoszech, Rencontres Choreographique de Cartage w Tunezji, Moscow Dance Festival w Rosji, Drugije Tancy na Ukrainie, European Dance Festival na Cyprze, Kassel Tanz Festival w Niemczech.
W latach 2009–2014 był dyrektorem baletu Teatru Wielkiego im. Stanisława Moniuszki w Poznaniu oraz kuratorem Poznańskiej Wiosny Baletowej. Współtwórca organizowanego wspólnie z Uniwersytetem Adama Mickiewicza w Poznaniu cyklu pt. „Teren tańca – reinterpretacje”.
Trzykrotny stypendysta Ministra Kultury i Dziedzictwa Narodowego. W kwietniu 2012 roku został odznaczony Brązowym Medalem „Zasłużony Kulturze Gloria Artis”. Dwukrotnie wygrał Konkurs Eurowizji dla Młodych Tancerzy, jako choreograf zwycięskich występów Viktorii Nowak i Pauliny Bidzińskiej, reprezentantek Polska w Konkursie Eurowizji dla Młodych Tancerzy w konkursach w 2015 i 2017.

## Ważniejsze prace choreograficzne
Dla Dance Extentions 2002, Limassol
- Verlorenheit (2002)
- Orient Express (2002)

Dla Polskiego Teatru Tańca
- Naszyjnik gołębicy (2003)
- Barocco (2004)
- Jesień-Nuembir (2008)
- 45 (2019)

Dla Teatru Wielkiego – Opery Narodowej
- Kilka krótkich sekwencji (2005)
- Alpha Kryonia Xe (2006)
- III Symfonia „Pieśń o nocy” Szymanowskiego (2006)

Dla Polskiego Baletu Narodowego
- Sześć skrzydeł aniołów (2012)
- II Koncert skrzypcowy Szymanowskiego (2017)

Dla Kieleckiego Teatru Tańca
- Monochrome (2014)

Dla Teatru Wielkiego im. Stanisława Moniuszki
- Infolia (2015)